# Курганская митрополия
Курга́нская митропо́лия — митрополия Русской православной церкви, образованная в пределах Курганской области. Объединяет Курганскую и Шадринскую епархии.

## История
Митрополия образована решением Священного Синода Русской православной церкви от 5 мая 2015 года. Главой митрополии назначен правящий архиерей Курганский епархии.

### Митрополиты
- Иосиф (Балабанов) (c 5 мая 2015 года по 30 августа 2019 года)
- Даниил (Доровских) (с 30 августа 2019 года)

## Состав митрополии
Митрополия включает в себя две епархии:
- Курганская епархия
- Шадринская епархия